# Pound-Drever-Hall-Verfahren
Das Pound-Drever-Hall-Verfahren (PDH-Verfahren) ist eine Technik zur Stabilisierung der Frequenz von Lasern. Sie ist benannt nach Robert Pound, Ronald Drever und John Lewis Hall.

## Prinzip

Prinzipschema

Um die Laserfrequenz stabil zu halten, wird eine Referenzfrequenz benötigt, auf welche der Laser in einem Regelkreis aktiv stabilisiert wird. Bei der PDH-Technik stellt ein optischer Resonator diese Referenz dar. Dessen Resonanzfrequenz hängt nur von seiner Länge ab. Ist diese stabil, stellt der Resonator eine absolute Referenz dar. 
Wird die Reflexion eines optischen Resonators gemessen, zeigen sich immer genau dann Minima wenn die Laserfrequenz ein Vielfaches der Resonanzfrequenz beträgt. Die Idee beim PDH-Verfahren ist nun, die Laserfrequenz auf so eine Resonanz zu stabilisieren, indem eine Schwankung der Frequenz mittels Messung der Reflexion detektiert und über eine aktive Regelung des Lasers ausgeglichen wird.
Das Problem hierbei ist, dass die Resonanz symmetrisch in der Frequenz ist, d. h. die Detektion einer Frequenzabweichung enthält keinerlei Information über ihre Richtung. Der Phasenverlauf des Lichtfeldes hingegen ist um die Resonanzfrequenz asymmetrisch, enthält also Information über die Richtung. Der Trick ist nun, dem Lichtfeld Seitenbänder aufzumodulieren. Liegen diese weit außerhalb der Resonanz, ist die Phase der Seitenbänder frequenzunabhängig und dient als Referenz für die Phasenänderung des nahresonanten Trägers. Die Phase wird nun mittels einer homodynen Detektion gemessen und dient als Rückkoppelsignal für die Regelschleife.

## Funktionsweise

### Das Fehlersignal
Licht des zu stabilisierenden Lasers wird phasenmoduliert und die Reflexion vom Resonator mit Hilfe eines schnellen Photodetektors gemessen. Die Frequenz der Modulation wird hierbei durch einen Lokaloszillator vorgegeben. Das Signal des Detektors wird mit dem Lokaloszillatorsignal elektronisch gemischt und mit einem Tiefpass gefiltert. Das resultierende Signal (das Fehlersignal) stellt im Wesentlichen die Ableitung der Transferfunktion des Resonators dar und gibt die Abweichung der tatsächlichen Laserfrequenz von der Resonanzfrequenz des optischen Resonators an.

### Rückkopplung
Die Art der Rückkopplung auf den Laser hängt vom verwendeten Lasertyp ab. Bei handelsüblichen Diodenlasern ist es möglich, die Frequenz über den fließenden Strom in der Diode und über das Beugungsgitter (für Laser in der Littrow-Anordnung) einzustellen. Das im PDH-Verfahren generierte Fehlersignal wird benutzt, um über die Steuerelektronik des Lasers den Strom und die Position des Gitters zu regeln.